# 인스톨팩토리
인스톨팩토리(InstallFactory)는 대한민국에서 만들어진 프리웨어 프로그램이며, 파일이나 프로그램의 자동 압축해제 설치 파일을 만드는 유틸리티이다. 기존의 큰 설치 프로그램 유틸리티만큼 다양한 기능을 가지고 있지 않지만, 보다 편하고 손쉽게 조그마한 설치 파일을 만들 수 있다. 최신 버전은 2.70이다.

## 기능
인스톨팩토리는 다른 설치 프로그램과 마찬가지로 프로젝트를 만든 뒤에 설치 파일이 만들어진다. 저작권을 따로 명시할 수도 있고, 레지스트리에 대한 수정, 프로그램 제거 기능과 같은, 기본적인 설치 프로그램이 갖춰야 하는 기능을 제공한다.

## 사용 환경
한글 윈도우 95/윈도우 98/윈도 ME/윈도우 2000/윈도 NT 4.0 운영체제에서 사용할 수 있다고 제작사에서 밝히고 있다. 하지만 거의 윈도우 XP(Windows XP)와 윈도우 비스타, 윈도 7에도 호환이 된다. 윈도우 비스타도 제대로 지원하고 있긴 하지만 주의 사항이 있다.

### 사용자 권한
윈도우 비스타, 7 이상부터는 사용자 계정 컨트롤(UAC) 등을 제공함으로써 보안 기능이 강화되어 있다. 보통 설치 파일들은 메니페스트에 사용자가 관리자 권한이 있어야 실행하게끔 하는 내용을 추가하는데 인스톨 팩토리는 이를 지원하지 않는다.
따라서 인스톨 팩토리에서 설치 파일을 만들 때에는 반드시 파일 이름 안에 setup이나 install과 같은 설치 파일임을 명시해 주는 낱말이 들어가 있어야 한다. (보기: setup.exe, iloveyou_setup.exe, game_install.exe)
또한 리소스 해커로 설치 파일에 권한 상승 메니페스트 파일을 넣어 주는 것도 하나의 방법이다.

## 주의 사항
현재는 인스톨팩토리의 제작이 중단되어 더 이상 v2.70 이상의 버전이 나오지 않는다. 그러므로 사용할 때 문제가 발생할 수 있다. 윈도우 비스타/7에서 실행할 때 위의 원칙을 따라야 하는 이유가 여기에 있다.

## 같이 보기
- 설치 (컴퓨터 프로그램)